# Chaim Potok
Dr. Chaim Potok (Buffalo, New York, 1929. február 17. – Merion, Pennsylvania, 2002. július 23.) amerikai író és rabbi.
Potok első regénye egyben talán a leghíresebb is az 1967-ben írt A kiválasztott (ISBN 963-9602-46-9) című regény.

## Művei magyarul
- Vándorlások. A zsidó nép története; ford. Béresi Csilla, Steiger Kornél; Kulturtrade, Bp., 1994
- A nevem Asher Lev; ford. Loósz Vera; Ulpius-ház, Bp., 2000
- Davita hárfája; ford. Dezsényi Katalin; Ulpius-ház, Bp., 2001
- Fények könyve; ford. Loósz Vera; Ulpius-ház, Bp., 2001
- A kiválasztott; ford. Dezsényi Katalin; Ulpius-ház, Bp., 2001
- Az ígéret; ford. Dezsényi Katalin; Ulpius-ház, Bp., 2001
- Óvilági emberek; ford. Dezsényi Katalin; Ulpius-ház, Bp., 2002 (Ulpius klasszikusok)
- Asher Lev öröksége; ford. Loósz Vera; Ulpius-ház, Bp., 2002
- Kezdetben; ford. Dezsényi Katalin; Ulpius-ház, Bp., 2003 (Ulpius klasszikusok)
- November a küszöbön. A Szlepak család krónikája; ford. Loósz Vera; Ulpius-ház, Bp., 2007